# Собакино (озеро)
Собакино — озеро в Зеленодольском районе Татарстана.

## География
Озера располагается по другую сторону гребня Вязовских гор от Волги.
Собакино — бессточный водоём карстового происхождения. Расположено в 0,9 км северо-восточнее деревни Улитино Зеленодольского района Татарстана. Водоём имеет округлую форму. Длина озера 30 м, максимальная ширина 30 м. Площадь зеркала 0,21 га. Средняя глубина 2 м.

## Гидрология
Объём озера 4 тыс. м³. Питание подземное, устойчивое. Вода без цвета и запаха, жёсткостью менее 1 ммоль/л, минерализацией 81 мг/л, прозрачность 80 см. Химический тип воды гидрокарбонатно-кальциевый.

## Хозяйственное использование
- Водоём используется для хозяйственно-бытовых нужд, отдыха.
- Постановлением Совета Министров Татарской АССР от 10 января 1978 г. № 25 и постановлением Кабинета Министров Республики Татарстан от 29 декабря 2005 г. № 644 признана памятником природы регионального значения